# Шарлов закон
Шарлов закон је закон у кинетичкој теорији гасова, у физици и гласи:
При константној запремини и непромењеној количини гаса, количник притиска и температуре је константан.
V = const
N = const
{\displaystyle {\frac {p}{T}}=const}
Процеси који се врше при константној запремини називају се изохорски процеси.
{\displaystyle p=p_{0}*(1+\gamma *t)}
{\displaystyle p} - притисак на температури t (°C)
{\displaystyle p_{0}} - притисак на температури 0 °C